# Riudellots de la Creu
Riudellots de la Creu és un poble de la comarca del Pla de l'Estany que pertany al municipi de Palol de Revardit.
La unió de tres pobles, Palol, Riudellots de la Creu i la Mota forma el municipi de Palol de Revardit. Aquest municipi es va conformar el 1847 quan els termes dels tres ens locals resultants de l'antic règim senyorial, corresponents a aquests pobles, van ser units amb capital a Palol.
Abans de conformar el municipi actual, el 1846/47, el terme estricte de Riudellots de la Creu havia estat unit a Sarrià de Ter.
A prop de la carretera C-66 es pot visitar la Col·lecció Escubedo-García de ciència i tècnica.
El petit nucli d'aquest poble disseminat envolta l'església de Sant Martí, una construcció d'una sola nau de planta rectangular amb volta lleugerament apuntada, amb un cos adossat a la banda de llevant, la sagristia i una capella al cantó de ponent. Va ser força modificada al llarg del Segle XVIII. Un altre nucli d'aquest poble, que s'ubica a prop de la carretera C-66, és anomenat La Beguda.